# Boels Rental
Boels Rental is een Europees verhuurbedrijf in machineverhuur en specialistische verhuur zoals units, stroomvoorziening en industriële gereedschappen. Het hoofdkantoor bevindt zich in Sittard.

## Geschiedenis
Het bedrijf werd in 1977 in Amstenrade opgericht door Pierre Boels Sr. In 1996 nam zijn zoon Pierre Boels Jr. de dagelijkse leiding over. Al sinds de oprichting voert Boels een actief overname- en groeibeleid. Toen Boels 25 jaar bestond, had het bedrijf 65 vestigingen in 3 landen. Twee jaar later in 2004 openden Boels de 100e vestiging. De laatste grote overname vond plaats in 2020 toen Boels de Scandinavische branchegenoot Cramo overnam.
Rond 2021 bestaat De Boels Groep uit Boels Rental, Cramo en IQ-Pass. In 2021 is de Boels Rental Groep gevestigd in 18 Europese landen en heeft het bedrijf 750 vestigingen. Er werken in totaal zo’n 7000 medewerkers. Boels is nog steeds een familiebedrijf.
Begin 2022 werd Eekels Pompen overgenomen. Dit bedrijf verhuurt pompen en bestaat sinds 1914. Het telt 60 medewerkers in vier vestigingen, op Chemelot in Geleen, Ridderkerk, Zwolle en in het Belgische Stabroek.
Begin 2024 werd het bedrijf Riwal, gespecialiseerd in hoogwerkers, overgenomen.

## Duurzaamheid
Boels richt zich meer op duurzamer bouwen. Maatschappelijke discussies en nieuwe wet- en regelgeving versnellen dit proces. Het Klimaatakkoord en daaruit volgende initiatieven zoals ‘Green Deal Het Nieuwe Draaien’ richten zich op klimaatneutraal bouwen en minder uitstoot. Het verhuurbedrijf claimt het grootste assortiment emissieloze machines en hybride alternatieven te hebben in diverse categorieën zoals grondverzet, infra, hoogwerkers en groenonderhoud. Middels de campagne ‘Oranje is het nieuwe groen’ zet Boels zich in de markt als de verhuurpartner voor emissieloze machines en duurzaam advies.

## Sponsoring
Boels was jarenlang sponsor van het vrouwenwielrennen. Het bedrijf was 8 jaar hoofdsponsor van het Boels Dolmans Cycling Team. In 2020 stopte Boels als hoofdsponsor en naamgever van het vrouwenwielrenteam. Ook stopte Boels als hoofdsponsor van de Boels Ladies Tour. Het verhuurbedrijf blijft als sponsor betrokken bij grote klassiekers als Amstel Gold Race, Waalse Pijl en Luik-Bastenaken-Luik.